# 陆燕荪
陆燕荪（1933年—），男，浙江嘉兴人，中国机械工程专家，曾任中华人民共和国机械电子部、机械工业部副部长，中国焊接协会理事长，中国电器工业协会理事长，中国机械工程学会副理事长、荣誉理事长，中国动力工程学会理事长。